# Halen (Belgia)
Halen (fr. Haelen, lim. Hôle) – miasto w Belgii, w Regionie Flamandzkim, w prowincji Limburgia, w okręgu Hasselt. 1 stycznia 2024 liczyło 9545 mieszkańców, na powierzchni 36,60 km2. Pod względem powierzchni jest najmniejszym miastem w prowincji.
W pobliżu Halen, na moście nad rzeką Gete, została stoczona 12 sierpnia 1914 r. jedna z pierwszych bitew I wojny światowej - bitwa pod Haelen. Niewielkie muzeum w miejscowości przypomina o toczonych tu działaniach wojennych.

## Podział administracyjny
W skład gminy wchodzą dwie dzielnice (deelgemeente).
- Loksbergen
- Zelem

## Współpraca
Miejscowość partnerska:
- Pasewalk, Niemcy